# Gul-i-bulbul

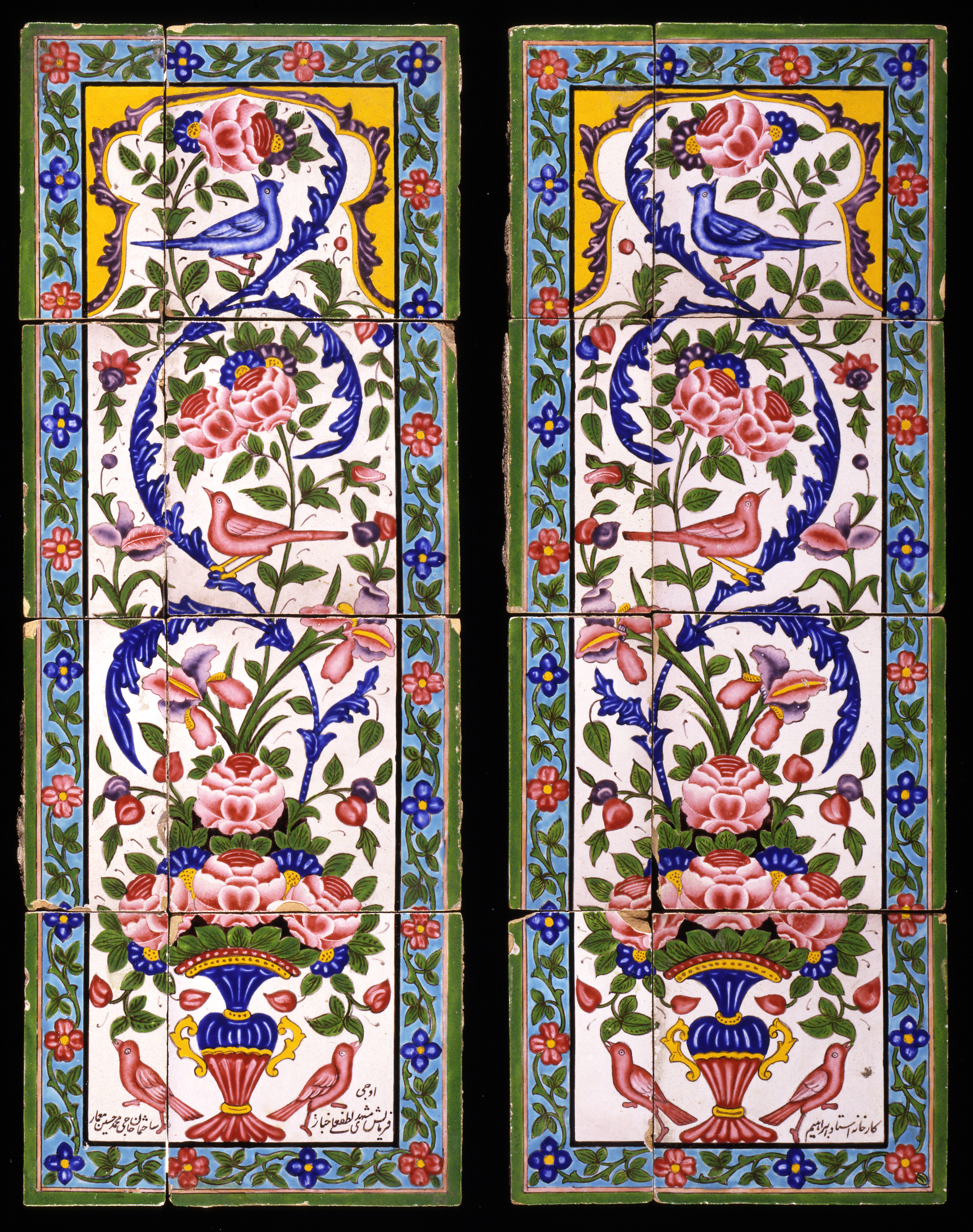
Carreaux de faïence polychrome de style gul-i-bulbul (première moitié du XIXe siècle, Iran).

Le style gul-i-bulbul (rose et rossignol) est une expression d'origine persane, utilisée pour désigner un style de décoration caractérisé par des motifs végétaux où sont présents, mais de manière non nécessairement exhaustive, des roses et des rossignols.
Ce style est appliqué principalement sur des reliures, des plumiers, des boites à miroir. Il s'est développé en Iran à partir du XVIIIe siècle, particulièrement sous le règne de Zand et sous la dynastie des Afsharides. Il s'est prolongé le siècle suivant et est très présent sous la dynastie Qadjar (1781-1925). 
Le thème de la rose et du rossignol, qui a une connotation amoureuse, était utilisé dans la poésie persane. Il a inspiré Oscar Wilde dans The Rose and the Nightingale en 1888 (paru dans le recueil Le Prince heureux et autres contes).